# Pleurotaenium subcoronulatum
Pleurotaenium subcoronulatum là một loài Song tinh tảo trong họ Desmidiaceae, thuộc chi Pleurotaenium.